# Коле Бречоли (Кјети)
Коле Бречоли (итал. Colle Breccioli) је насеље у Италији у округу Кјети, региону Абруцо.
Према процени из 2011. у насељу је живело 95 становника. Насеље се налази на надморској висини од 155 м.